# Шривиджая

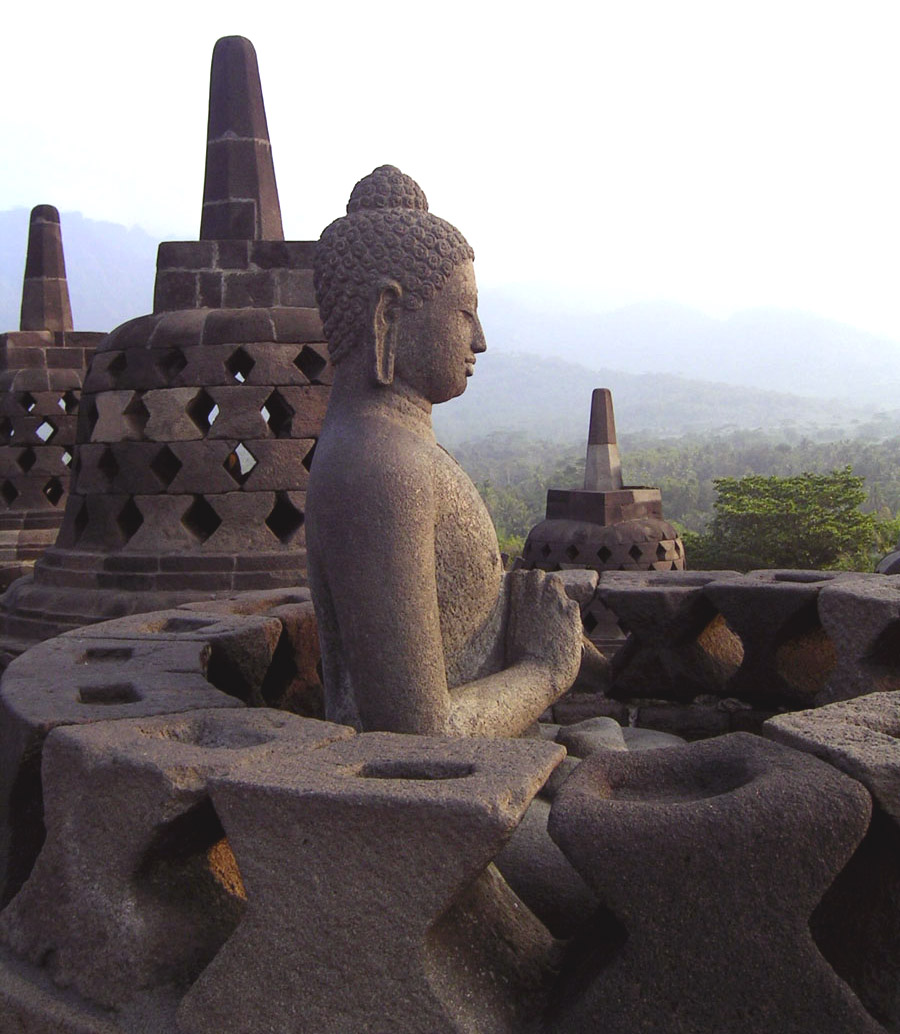
Храмовый комплекс Борободур, IX век

Шривиджая (Также Шривиджайя, Сривиджайя) (санскр. श्रीविजय, индон. Kadatuan Sriwijaya, малайск. Srivijaya, яв. ꦯꦿꦷꦮꦶꦗꦪ Sriwijaya; кит. 三佛齐, 室利佛逝 200—1400) — древнее малайское царство с центром на острове Суматра, распространявшееся также на острова Малайского архипелага и на побережье Юго-Восточной Азии. Своё начало берёт по разным источникам от 200 до 500 гг. н. э. Государство прекратило существование около 1400 года. Название на санскрите означает блистательная победа.
В Шривиджае процветал буддизм ваджраяны, были развиты культура и торговля. Буддийские университеты были очень авторитетны.
Во время своего наивысшего расцвета Шривиджая владела островом Суматра, западной частью острова Явы, частью острова Калимантан, Малайским полуостровом и частью современного Таиланда.

## Исторические сведения
Для современной западной исторической науки Шривиджая была открыта лишь в 1918 году, когда французские историки смогли отождествить санскритское имя Шри Виджая с исламским названием Срибуза и с китайским Сань-фо-ци.
Столицей государства был город Палембанг на острове Суматра, скорее всего, древняя столица находилась примерно в том же месте, где находится современный город, об этом говорит находка большой статуи Ганеши, имеются предположения по поводу расположения различных строений и объектов, а святая гора Шри Виджая соответствует, скорее всего, горе Букит Сегунтанг. Правящей династией являлась династия Шайлендров, предположительно яванского происхождения.
Государство было основано до 500 года, предположительно на месте государства Кантоли (Kan-t’o-li). Китайские источники упоминают через сто лет о двух царствах на Суматре — Джамби и Палембанг, при этом Джамби было достаточно могущественным и поддерживало отношения с Китаем. В 686 году Джамби было занято Шривиджаей, о чём пишет буддийский паломник Ицзин.
Выгодное положение Палембанга в удобной гавани на торговых путях привела к расцвету царства, через Палембанг шла торговля тканями, драгоценными камнями, слоновой костью, серебром, камфарой, драгоценными породами дерева, пряностями, слонами и благовониями. Корабли шли через Малаккский и Зондский проливы, обмениваясь товарами из Индии, Китая и Арабии. Малакский пролив называли также морским шёлковым путём.
В период с 904 года до начала XIII века, вероятно, существовала вторая Шривиджая, которую китайские источники называли Саньфоци («Три Виджайи» – «Три победы»). Ее центр мог находиться как в Палембанге и Джамби на Суматре, так и в районах Чхайя (Чхая) и Кедаха на Малаккском полуострве. Шриваджая в Кедахе в XI веке правили цари Чуламаниварман и его сын Маравиджайоттунгаварман. В «Описаниях всего иноземного», 1225, китайского географа Чжао Жугуа, сообщается, что в начале 13 века Саньфоци-Шривиджая контролировала значительную области Суматры и Малаккского полуострова («Чжу фань чжи»).

## Наивысший подъём
Достаточно быстро Шривиджая расширила свои владения — сначала около 650 года, затем в 683—686 годах, во время правления царя Джаянаши, который взял под контроль Зондский пролив и обосновался на западной части острова Ява. Шривиджаю поддержало коренное население Индонезии — народ оранг-лауты (морские люди), занимавшиеся пиратством и создавшие мощный флот.
Между 702 и 724 годах из Шривиджаи ко двору китайской империи Тан было отправлено четыре посольства. В 775 году Шривиджая занимала уже весь Малайский полуостров и четырнадцать городов-государств и полностью контролировала Малаккский и Зондский проливы. Основными противниками Шривиджаи были жители Явы во главе с пиратским царём Санджайя (около 730 г.). Мир был достигнут лишь в 775 году. Были установлены дружественные отношения с яванским царём из династии Шайлендров, скреплённые династическим браком. В 850 сын Шайлендры Балапутра-дэва перенял управление Шривиджаей, пользуясь тем, что его мать происходила из тамошней царской династии. Династия Шайлендров привела Шривиджаю к процветанию.
Стремясь получить торговые выгоды, Шривиджая через посольство признала формальную зависимость от китайских императоров династии Сун, а в 905 году царь Шривиджаи лично явился к китайскому двору и получил титул «Генерала, усмиряющего дальние земли». Однако в 992 году царь Чуламани Варма-дэва не смог добиться поддержки китайцев в борьбе с яванцами, когда разразилась длительная религиозная и торговая война (990—1006). Шривиджая выиграла войну, заняв столицу неприятеля, а в 1030 году царь Санграма Виджайоттунга-варман заключил мир с Явой и скрепил его династическим браком.

## Культура и религия
В Шривиджае доминировал буддизм, в то время как в Индии и на соседней Яве преобладал индуизм. Китайский паломник И Цзин посетил Шривиджаю по пути в Индию и также на обратном пути (671/695). Он увидел тысячу учёных зарубежного происхождения, великолепную библиотеку при буддийском центре, и постоянные контакты с университетом Наланда. Царь Балапутра активно поддерживал буддизм, чтобы получить признание.
Разговорным языком в Шривиджае был малайский с большим количеством санскритских заимствований.
Политика и религия Шривиджаи строилась по индийскому образцу, в то время как в торговле активную роль играли также китайцы и мусульмане. Внутренняя структура государства напоминала индийскую с аристократической пирамидой управления подчинёнными землями, при этом внешние подчинённые государства платили дань, и союзы скреплялись династическими браками.

## Торговля
Шривиджая производила многочисленные драгоценности, диковины и предметы роскоши, камфору, благовонное дерево, черепаший панцирь, воск, экзотические фрукты.
Китайский источник «Чжу фань чжи» 1225 года приводит следующий список продукции, вывозимой из Шривиджаи (в сокращении):
1. Панцири черепах,
2. Камфора,
3. Благовоние «алойного дерева»,
4. Благовоние «гвоздичное»,
5. Сандаловое дерево,
6. Жемчуг,
7. Розовая вода,
8. Семенные железы морского котика,
9. Стираксовое масло,
10. Слоновая кость,
11. Коралл,
12. Минерал «Кошачий глаз»,
13. Янтарь,
14. Иноземная ткань,
15. Иноземные мечи и другое.

Иноземные купцы привозят для торговли:
1. Золото,
2. Серебро,
3. Фарфоровую посуду,
4. Парчу,
5. Узорчатую шёлковую ткань,
6. Тонкий шёлк,
7. Сахар,
8. Железо,
9. Вино,
10. Рис,
11. Камфору.

## Распад и упадок
С 1003 по 1016 год в результате агрессии государства Матарам (Восточная Ява) в Шривиджае шла война. В результате неё Матарам был разгромлен и распался на отдельные княжества.

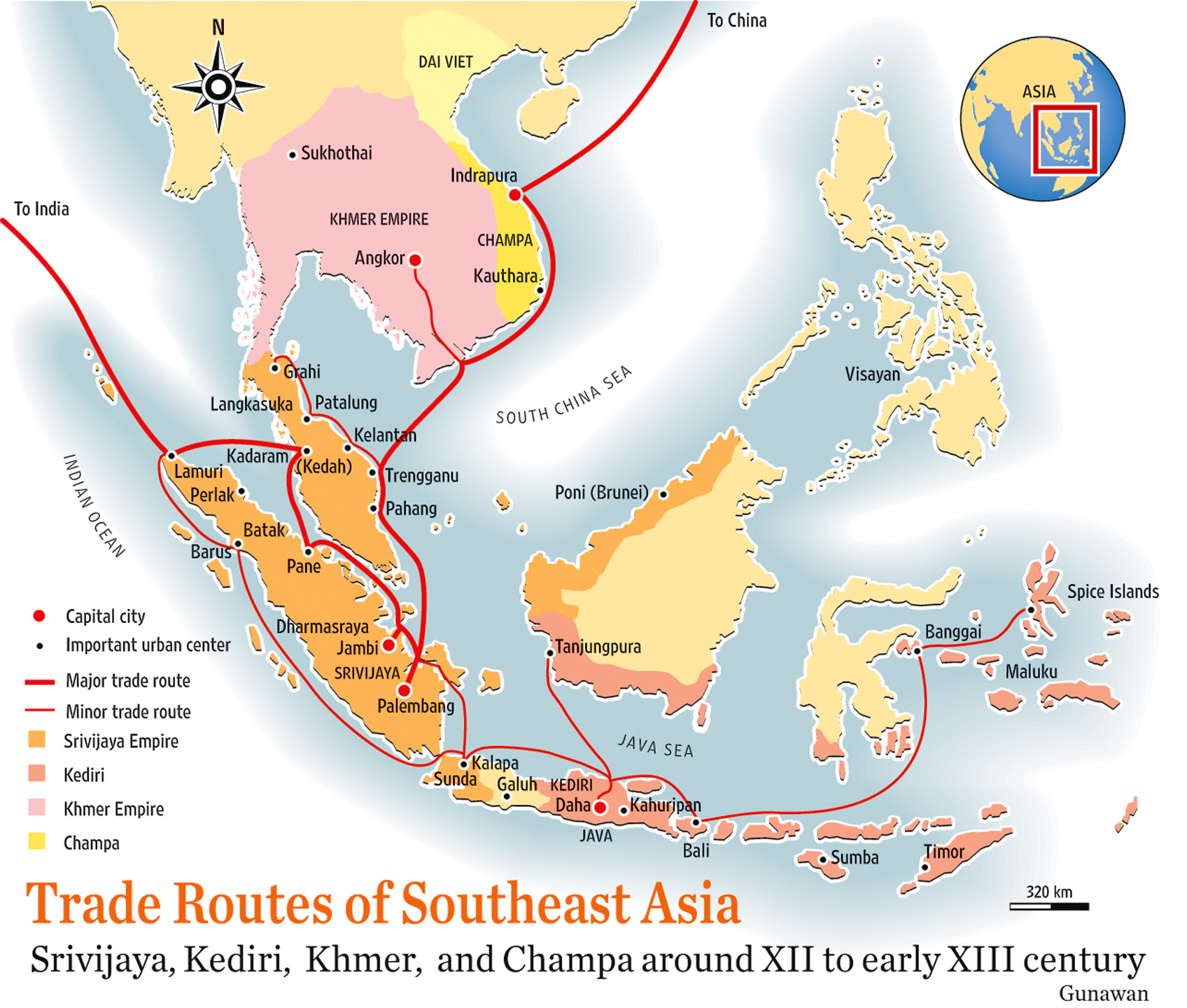
Торговые пути 12 века в Юго-Восточной Азии. Оранжевым цветом выделено королевство Шривиджая

В XI веке Шривиджаю атаковали южноиндийские государства. Царство Чола трижды нападало на Шривиджаю: в 1017, 1025 и в 1068 годах, создав для этого флот. Царство Чола захватило небольшие прибрежные территории Шривиджаи. Хотя эти земли не удавалось удержать надолго, у Шривиджаи возникала конкуренция в торговле. В 1025 году при нападении царя Раджендры Чола было ограблено 14 гаваней, и торговля с Китаем приостановилась на несколько лет, так что китайские чиновники стали посылать просьбы о восстановлении торговли.
Распад Шривиджаи был вызван стремлением к независимости вассальных царств и развитием пиратства. Вассальные цари царств Кедах, Малайю, Джамби и Кампе стали посылать свои посольства к китайскому двору. В XII веке царство Джамби на Суматре объявило независимость и больше никогда не подчинялось Палембангу. В это время китайцы значительно увеличили торговый флот, и составили тем самым конкуренцию малайской морской торговле. Но при этом в начале XIII века у Шривиджаи оставалось в подчинении 15 вассальных царств.
Царь яванского государства Сингасари Кертанагра (1268—1292) подчинил значительную часть современной Индонезии, и на этом гегемония Шривиджаи завершилась. В 1292, когда Суматру посетил Марко Поло, Шривиджая уже распалась на восемь отдельных королевств.
До 1377 года царство состояло в вассальной зависимости от яванской империи Маджапахит, пока яванские войска не заняли Палембанг. Шривиджая сопротивлялась, но в 1414 году мятежный принц из Шривиджаи бежал на Малаккский полуостров вместе с многочисленными суматранцами, принял ислам и основал государство Малакка.
До сих пор население малайского штата Негери-Сембелан имеет некоторые языковые и культурные отличия от прочих малайцев.
В XV веке по мере роста могущества и влияния Малакки, все части бывшей Шривиджаи оказались в вассальной зависимости от более сильных соседей.
В 1377 году при штурме Палембанга войсками Маджапахита погибли китайские послы, которые привезли махарадже Шривиджаи письмо императора о признании его независимым правителем. В 1397 году Маджапахит окончательно покончил с самостоятельностью остатков Шривиджаи. Центральные области империи Палембанг и Джами стали тем, чем они были до появления Шривиджаи — пиратскими гнёздами.

## Известные правители
- между 670 и 702 годами — Джаянаша
- около 702 — после 724 года — Шри Индраварман
- 728—742 — Рудра Виккама
- около 775 — Дхармасету
- 832—860 — Балапура-дэва
- 960—962 — Шри Удаядитья
- 980—983 — Хаджи
- кон. X — нач. XI вв. — Чуламаниварман
- нач. XI в. — Маравиджайоттунгаварман, сын Чуламанивармана
- 1017 — Хадхи Суматра-буми
- 1024—1030 — Шри Санграму Виджаёттунгаварман
- 1064 — Дхармавира